# Бывшая Резиденция Дэн Сяопина
Бывшая резиденция Дэн Сяопина (кит. трад. 鄧小平故居, упр. 邓小平故居, пиньинь Dèng Xiǎopíng Gùjū) была построена в конце властвования династии Цин. Она расположена в деревне Пайфан района Гуанъань городского округа Гуанъань провинции Сычуань Китайской Народной Республики. Площадь резиденции — 833.4 m². Резиденция включает в себя старые дома (故居老屋), статую Дэн Сяопина (邓小平铜像), дворец Дэжэнь (德政坊), выставочный зал культурных реликвий (文物展览馆) и сад Ханьлин (翰林院子).

## История
В конце правления династии Цин, дом строился сначала прадедом Дэн Сяопина — Дэн Синьцзао (邓心早), а потом достраивался его дедом — Дэн Кедой (邓克达). 22 августа 1904 года, на тридцать седьмом году жизни императора правления под девизом «Гуаньсюй», Дэн Сяопин родился в резиденции и жил там 15 лет. В июле 1997 года резиденция была зарегистрирована как Национальная Патриотическая Образовательная База (全国爱国主义教育基地)Департаментом Пропаганды Коммунистической Партии Китая. В феврале 1998 года Генеральный Секретарь Коммунистической Партии Китая Цзян Цзэминь написал «Бывшая Резиденция Дэн Сяопина» на табличке перед входом. 25 июня 2001 года Государственный совет КНР (中国国务院) утвердил резиденцию как один из важнейших культурных объектов (全国重点文物保护单位) на территории Китая. 13 августа 2004 года Генеральный Секретарь Коммунистической Партии Китая Ху Цзиньтао объявил об открытии статуи Дэн Сяопина.